# Crytea novanana
Crytea novanana är en stekelart som beskrevs av Heinrich 1968. Crytea novanana ingår i släktet Crytea och familjen brokparasitsteklar. Inga underarter finns listade i Catalogue of Life.